# Сельское поселение «Деревня Емельяновка»
Сельское поселение «Деревня Емельяновка» — муниципальное образование в составе Юхновского района Калужской области России.
Центр — деревня Емельяновка.

## История
Статусом и границы территории сельского поселения «Деревня Емельяновка» установлены Законом Калужской области № 369-ОЗ от 1 ноября 2004 года «Об установлении границ муниципальных образований, расположенных на территории административно-территориальных единиц «Думиничский район», «Кировский район», «Медынский район», «Перемышльский район», «Сухиничский район», «Тарусский район», «Юхновский район» и наделении их статусом городского поселения, сельского поселения, муниципального района».

## Население
| 2010 | 2012 | 2013 | 2014 | 2015 | 2016 | 2017 |
| ---- | ---- | ---- | ---- | ---- | ---- | ---- |
| 568  | ↘554 | ↘542 | ↘519 | ↘504 | ↗525 | ↘523 |
| 2018 | 2019 | 2020 | 2021 |      |      |      |
| ↗525 | ↘510 | ↘505 | ↗747 |      |      |      |

## Состав
В поселение входят 11 населённых мест:
- деревня Емельяновка
- деревня Абрамово
- деревня Бабенки
- деревня Барановка
- деревня Долина
- деревня Камынино
- деревня Мальцево
- деревня Пречистое
- деревня Ресса
- деревня Суковка
- деревня Шуклеево